# Gmina Rakvere
Gmina Rakvere (est. Rakvere vald) – gmina wiejska w Estonii, w prowincji Virumaa Zachodnia.
W skład gminy wchodzą:
- Alevik: Lepna.
- 19 wsi: Arkna, Eesküla, Järni, Karitsa, Karivärava, Karunga, Kloodi, Kullaaru, Kõrgemäe, Lasila, Levala, Mädapea, Paatna, Päide, Taaravainu, Tobia, Tõrma, Tõrremäe, Veltsi.